# 야마하 스타디움

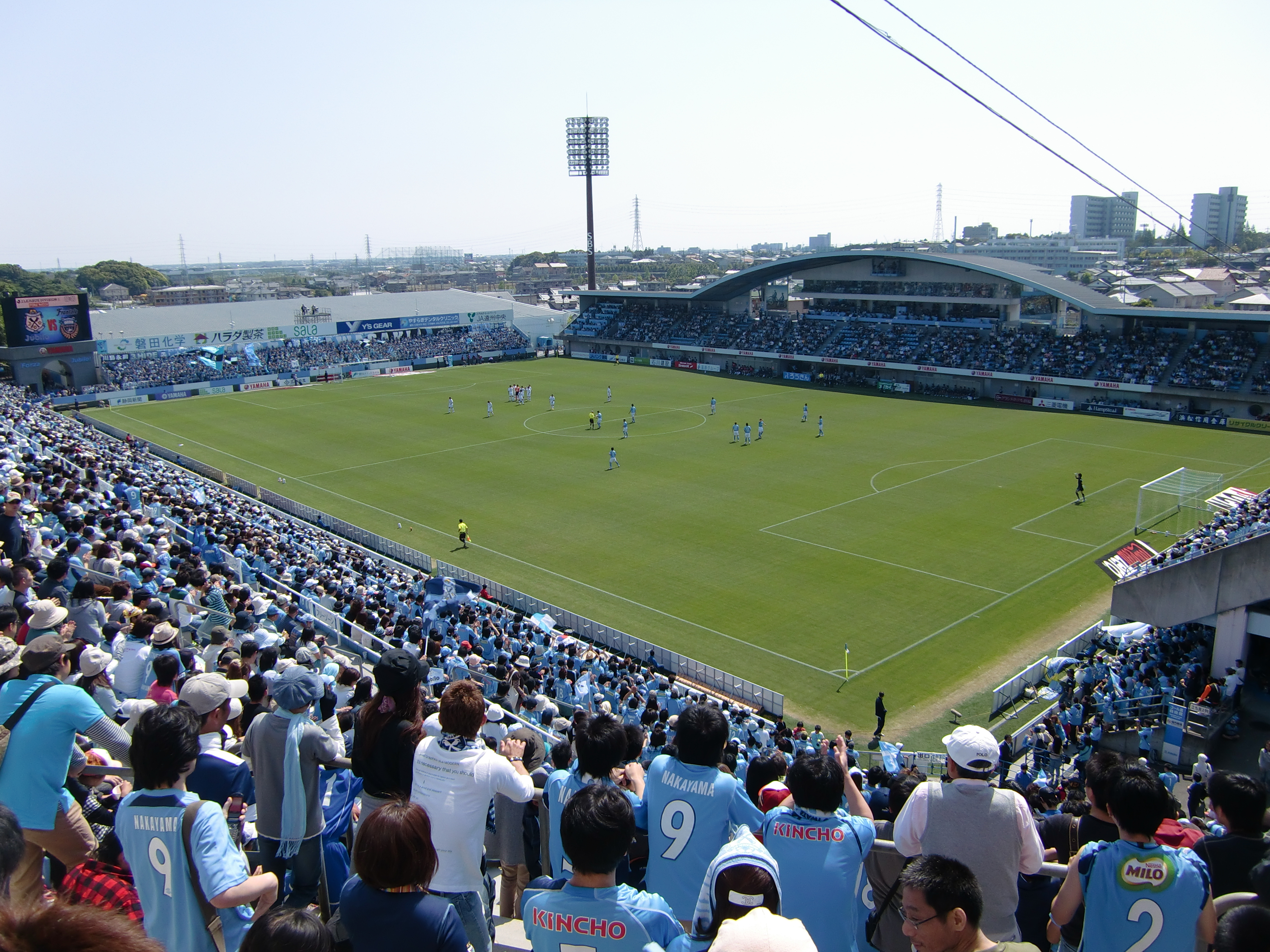
야마하 스타디움

야마하 스타디움(Yamaha Stadium)은 시즈오카현 이와타시의 축구, 럭비 전용 경기장이다. 기업 이름을 쓰고 있지만, 이것은 주빌로 이와타의 모태가 된 야마하 발동기가 경기장을 소유하고 있기 때문에 그런 것이지, 명명권에 의한 것은 아니다. 웹사이트 및 TV 중계 등의 표기는 야마하 스타디움 (이와타)으로 도시 이름을 병기하는 경우가 많다.